# Johannes Reinwaldt
Johannes Ferdinand Reinwaldt (14 de maio 1890 — 28 de junho de 1958) foi um ciclista de estrada dinamarquês. Defendeu as cores da Dinamarca nos Jogos Olímpicos de 1912, em Estocolmo.